# 張祖厚
張祖厚（?—?），山東省青州府安邱縣人，清朝政治人物、進士出身。
光緒十八年（1892年），参加光緒壬辰科殿試，登進士二甲100名。同年五月，以主事分部学习。